# Hyperaspis postica
Hyperaspis postica är en skalbaggsart som beskrevs av Leconte 1880. Hyperaspis postica ingår i släktet Hyperaspis och familjen nyckelpigor. Inga underarter finns listade i Catalogue of Life.